# Нола

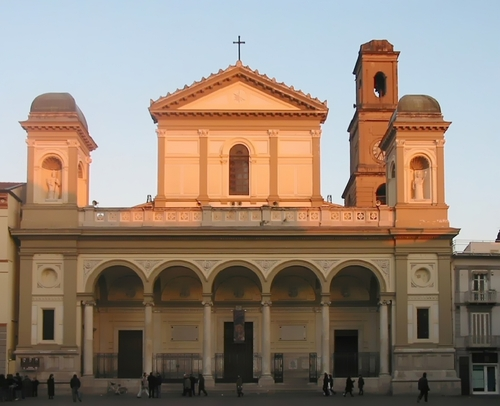
Ноланський собор

Нола (італ. Nola) — муніципалітет в Італії, у регіоні Кампанія,  метрополійне місто Неаполь.
Нола розташована на відстані близько 210 км на південний схід від Рима, 27 км на північний схід від Неаполя.
Населення — 34 401 особа (2014).

## Демографія
Населення за роками:

Станом на 1 січня 2023 року в муніципалітеті офіційно проживало 1418 іноземців з 63 країн, серед них 335 громадян країн Євросоюзу та 388 громадян України.

## Сусідні муніципалітети
- Ачерра
- Кампозано
- Казамарчіано
- Чиччано
- Чимітіле
- Лівері
- Марильяно
- Оттав'яно
- Пальма-Кампанія
- Роккараїнола
- Сан-Феліче-а-Канчелло
- Сан-Дженнаро-Везув'яно
- Сан-Паоло-Бель-Сіто
- Сан-Віталіано
- Сав'яно
- Шишано
- Сомма-Везув'яна
- Вішано

## Персоналії
- Октавіан Август — перший римський імператор, помер у Нолі
- Паулін Ноланський — католицький святий, єпископ Ноли в 403 — 431 рр.
- Джованні Доменіко да Нола — поет та композитор доби Відродження